# Duttlenheim
Duttlenheim (en alsacià Díttle) és un municipi francès, situat a la regió del Gran Est, al departament del Baix Rin. L'any 2005 tenia 2.643 habitants.
Forma part del cantó de Molsheim, del districte de Molsheim i de la Comunitat de comunes de la Regió de Molsheim-Mutzig.

## Demografia
| 1962  | 1968  | 1975  | 1982  | 1990  | 1999  |
| ----- | ----- | ----- | ----- | ----- | ----- |
| 1.483 | 1.502 | 1.740 | 2.036 | 2.291 | 2.395 |

## Administració
| Període | Identitat     | Partit |
| ------- | ------------- | ------ |
| 2001-   | Jean-Luc Ruch |        |

## Personatges il·lustres
- Arsène Wenger, jugador i després entrenador de futbol
- Tomi Ungerer, artista alsacià. La bressola porta el seu nom.